# Nicolette Hellemans
Nicolette Hellemans, po mężu van Berkel (ur. 30 listopada 1961 w Groningen) – holenderska wioślarka, dwukrotna medalistka olimpijska.

## Kariera
Wystąpiła na igrzyskach olimpijskich w Los Angeles w 1984, gdzie zdobyła dwa medale. Wspólnie ze swoją siostrą, Greet Hellemans zdobyła srebrny medal w dwójkach podwójnych. W wyścigu finałowym o 2,38 sekundy przegrały z osadą Rumunii, a o 0,69 sekundy wyprzedziły osadę Kanady. Następnie osada Holandii w składzie: Nicolette Hellemans, Lynda Cornet, Harriet van Ettekoven, Greet Hellemans, Marieke van Drogenbroek, Anne-Marie Quist, Catalien Neelissen, Wiljon Vaandrager i Marty Laurijsen (sterniczka) zdobyła brązowy medal w ósemkach. W finale uplasowały się o 3,12 sekundy za osadą USA i 1,05 sekundy za Rumunkami.
Była też między innymi piąta w dwójkach podwójnych na mistrzostwach świata w Duisburgu (1983).
Po zakończeniu kariery została fizjoterapeutką.